# Christoph Kuckelkorn

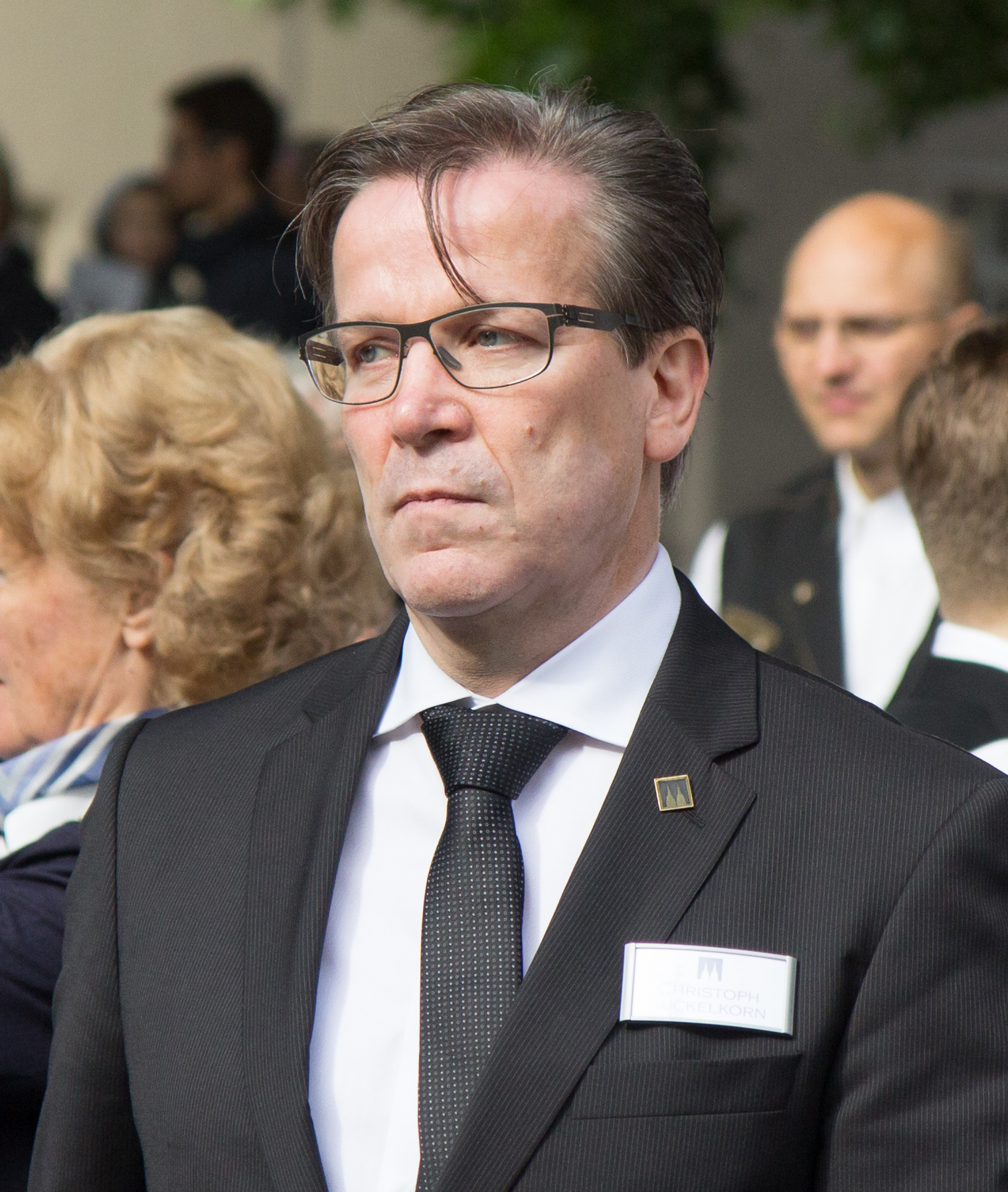
Christoph Kuckelkorn (2017)

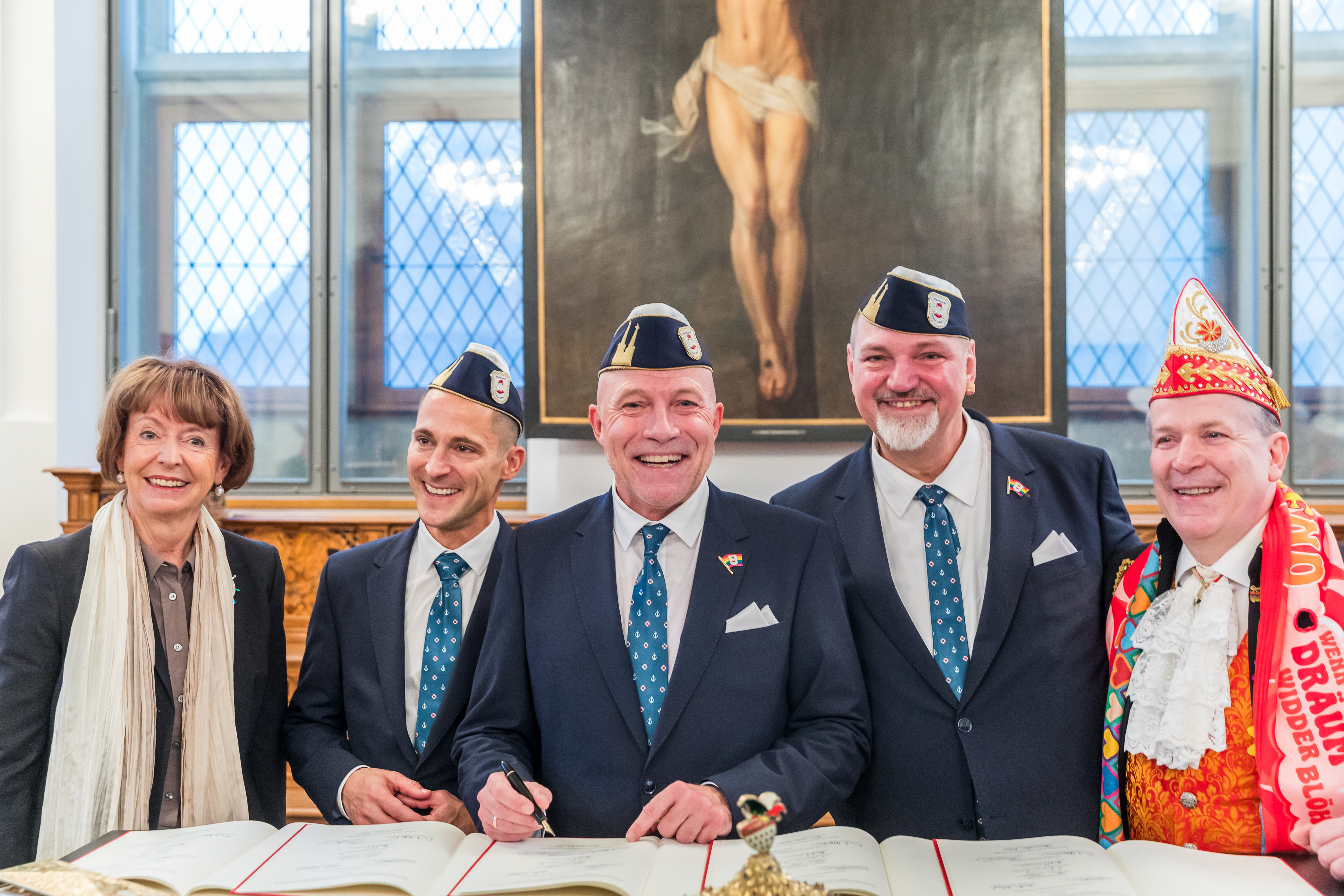
Christoph Kuckelkorn (rechts) als Präsident des Festkomitees Kölner Karneval zusammen mit dem Kölner Dreigestirn der Karnevalssession 2024/25 und der Oberbürgermeisterin Henriette Reker (links) nach der Unterzeichnung des Sessionsvertrags im Historischen Rathaus von Köln

Christoph Kuckelkorn (* 7. September 1964 in Köln) ist ein deutscher Bestattungsunternehmer und Kölner Karnevalist.

## Leben
Kuckelkorn arbeitet seit 1984 im 1864 gegründeten Bestattungsunternehmen Pietät Medard Kuckelkorn, das von seinem Vater in vierter Generation geführt wurde. Nach einer Lehre in einem Handwerksberuf stieg er ins väterliche Geschäft ein und qualifizierte sich dort zum Thanatopraktiker und zum Bestattermeister. Seit 2002 leitet er das Unternehmen, das zu den führenden Kölner Bestattungshäusern zählt und unter anderem die Bestattungen von Hans Gerling, Willy Millowitsch, Hans-Jürgen Wischnewski, Dirk Bach, Guido Westerwelle und Kardinal Meisner organisiert hat. Seit 2008 firmiert das Unternehmen mit der vollständigen Übernahme der Geschäftsführung unter Pietät Christoph Kuckelkorn. Seit 2017 ist Kuckelkorn öffentlich bestellter und vereidigter Sachverständiger der Handwerkskammer zu Köln für das Bestattungsgewerbe.
2022 ging das Bestattungsunternehmen durch Zusammenschluss mit der Sereni Deutschland GmbH in eine aus Belgien stammende deutschlandweit agierende Bestattungskette über.
Er ist Mitbegründer des DeathCare Embalmingteam, das nach ersten Einsätzen 1999 in der Türkei und in Taiwan, im Dezember 2004 die Rückführung der deutschen Todesopfer der Flutkatastrophe in Asien organisierte.
Kuckelkorn ist verheiratet, hat zwei Kinder und lebt mit seiner Familie in der Kölner Innenstadt.

### Festkomitee Kölner Karneval
Im Festkomitee Kölner Karneval ist er seit 2017 Präsident und von 2005 bis 2017 war er Leiter des Kölner Rosenmontagszugs. Daneben ist er Geschäftsführer der Gemeinnützigen Gesellschaft des Kölner Karnevals. Er gehört dem Kuratorium der Willy-Millowitsch-Medaille an und ist Mitglied des Beirats der Akademie för uns kölsche Sproch.

### Sonstiges
Sony Pictures Entertainment produzierte im Jahr 2005 für VOX eine vierteilige Doku-Soap über die Familie Kuckelkorn.
Der Zeit sagte er, die Planung einer Bestattung und die des Rosenmontagszuges seien „im Prinzip das Gleiche“, da beide Ereignisse höchste Präzision erfordern würden.

## Publikationen
- mit Melanie Köhne: Der Tod ist dein letzter großer Termin. Ein Bestatter erzählt vom Leben. FISCHER Scherz, Frankfurt am Main 2020, ISBN 978-3-651-00081-0.